# Raoul de Cambrai
 (octobre 2010).
Si vous disposez d'ouvrages ou d'articles de référence ou si vous connaissez des sites web de qualité traitant du thème abordé ici, merci de compléter l'article en donnant les références utiles à sa vérifiabilité et en les liant à la section « Notes et références ».
Raoul de Cambrai est une chanson de geste du Xe siècle remaniée au XIIe siècle.

## Le texte
Le texte existant est un remaniement du XIIe siècle composé de deux parties : la première faite de 5 555 vers rimés et la seconde faite de 3 000 vers en laisses assonancés, d'un récit composé au Xe siècle par le trouvère Bertolai de Laon, qui assure avoir été témoin des événements qu'il décrit. Pour certains, cette œuvre serait issue d'une version orale antérieure (Xe siècle).
Ce poème, un des plus meurtriers des poèmes épiques du Moyen Âge (dans la bataille où périt Raoul, les pertes de son armée sont de 99 %), raconte l'histoire d'une rivalité féodale et familiale pour la possession du Vermandois. Elle appartient au cycle de Doon de Mayence ou geste des barons révoltés.
Elle montre les ravages causés par les guerres privées des chefs féodaux.
Cette chanson de geste nous est connue par un manuscrit du XIIIe siècle conservé à la Bibliothèque nationale de France (BnF, Paris, département des Manuscrits, Français 2 493).

## Le récit

### La spoliation
Raoul de Cambrai, grand seigneur, est mort en laissant une femme, Aalais, enceinte de son héritier, aussi appelé Raoul de Cambrai. Trois ans après, temps qu'on laissait à l'époque à une noble veuve pour faire son deuil, son frère le roi Louis décide de donner la terre de Cambrai, qui revenait donc de droit à Raoul, et la main de sa mère à un chevalier méritant, Giboin du Mans. Dame Aalais se rebiffe contre cette décision et refuse le mariage. Néanmoins, Giboin prend possession en toute légalité de la terre de Cambrai qu’il dirige. Devenu chevalier, sénéchal et proche du roi son oncle, Raoul demande à celui-ci de lui rendre la terre qui lui a été prise. Ne pouvant rompre sa parole, Louis lui promet la terre du premier seigneur qui viendra à mourir.

### La vengeance
Ainsi, lorsqu’Herbert de Vermandois meurt, Louis se voit contraint de donner sa terre à Raoul, déshéritant par là les quatre fils d'Herbert, qui se révoltent contre cette mesure. Raoul engage donc une guerre contre eux (Ernaut de Douai s'est joint à eux, car Raoul a causé malencontreusement la mort de ses deux fils), bien que Bernier le bâtard de l’un d’eux (Ybert de Ribemont) soit son vassal et ait été adoubé par lui. Dans sa guerre, Raoul brûle injustement l’abbaye d'Origny dans laquelle périssent des religieuses, dont la mère de Bernier. Celui-ci se retourne donc contre Raoul et le combat à mort. L’oncle de Raoul, Guerri le Roux, reprend cette guerre et décide de venger la mort de son neveu, en compagnie de Gautier, neveu de Raoul et nouvel héritier de Dame Aalais. Ils font finalement la paix avec leurs ennemis au grand dam du roi.

### Le mariage de Bernier et de Béatrice
Entretemps Bernier, pour sceller sa nouvelle alliance avec la famille de Raoul, épouse Béatrice, la fille de Guerri. Le jour du mariage, comme les deux époux s’apprêtent à rentrer chez eux consommer leur union, la dame est enlevée avec d’autres par des hommes du roi, qui décide de la donner en mariage à Herchambaut de Ponthieu, pour déplaire à Bernier. Finalement, comme Bernier tend une embuscade au roi le jour du mariage d’Herchambaut et Béatrice et capture la reine et l’héritier, le roi accepte un échange d'otages. Les deux époux vivent ensuite tranquillement, jusqu'à ce que Bernier décide d’aller faire un pèlerinage à Saint-Gilles-du-Gard pour laver son ancienne faute, la mort de Raoul. Béatrice accouche là-bas d’un fils, Julien.

### Captivité et libération de Bernier
La ville est assiégée par des musulmans, qui capturent Julien et Bernier, les emmènent à Cordoue, Bernier se mettant au service d’un émir. Il accomplit pour lui des exploits guerriers.
Pendant ce temps, Guerri ramène Béatrice non pas chez elle mais à la cour du roi, où il propose de la donner en mariage à Herchambaut, persuadé de la mort de Bernier. Pour éviter de déshonorer son premier mari, Béatrice met tous les soirs une herbe dans sa bouche pour rendre son nouveau mari impuissant et agit ainsi pendant quelque temps. Bernier, rentré en France, apprend ce qu’il est arrivé à sa femme, et se déguise en pèlerin pour aller à la cour d’Herchambaut, qui lui demande si dans ses pérégrinations il n’a pas entendu parler d’un moyen pour ne plus être impuissant ; Bernier le dupe en lui faisant croire qu’une fontaine possédant ce don existe, et il en profite là-bas pour enlever Béatrice et reprendre sa vie tranquillement dans ses terres.

### La fin tragique de Bernier
Un fils naît de cette union, Henri. Béatrice un jour repense à ce fils qu’elle a perdu à Saint-Gilles, et Bernier décide de retourner en Espagne voir ce qu’il en est. Il revient chez l’émir qui l’avait capturé la première fois, et l’aide à combattre contre l’attaque d’un autre émir, dont l’armée est conduite par un certain Corsadès, un chrétien élevé par les musulmans. Bernier reconnaît en lui son fils et obtient sa libération et celle du vieillard qui l’a élevé. Il rentre victorieux et tout semble rentrer dans l’ordre. Mais un jour, Guerri et Bernier partent ensemble en pèlerinage. En passant près d’Origny, Guerri repense à la folie meurtrière de Raoul que Bernier avait tué à cet endroit-là. Il décide de venger la mort de son neveu et frappe sournoisement à mort Bernier.
Pour se venger de ce meurtre, Henri et Julien attaquent le château, mais Guerri s’enfuit et disparaît pour toujours. Ainsi se termine cette longue suite de vengeances et de meurtres.

## Critique de l’œuvre
L'œuvre présente la particularité (qu'on retrouve avec le Siegfried des Nibelungen) que le héros éponyme meurt assez près du début de l'histoire, la majeure partie du récit relatant les actions de ceux qui reprennent l'affaire à leur compte durant les nombreuses années qui suivent (Guerri le Roux pour Raoul – c'est son oncle et non son descendant – et Hagen dans les Nibelungen).
Les dates de ces événements sont confirmées : l'analyste Flodoard rapporte en 943 que le comte Herbert mourut en cette même année, fut enterré par ses fils à Saint-Quentin, puis qu'apprenant que Raoul II, fils de Raoul Ier de Gouy, s'apprêtait à envahir le territoire de leur père, ils l'attaquèrent et le mirent à mort.
Toutefois il est possible, comme le suggère Michel Rouche que ce poème épique rassemble sur le personnage de Raoul des personnages appartenant à plusieurs générations.

## Repères historiques

### Les comtes d'Ostrevent
En 860 apparaît un premier Hugobald, comte d'Ostrevent. Il lui reste alors bien un très proche parent nommé Raoul en région du Ponthieu et en Ostrevent : Raoul Ier de Vexin dit aussi Raoul de Gouy. Son ascendance est connue — c'est un Robertien — et remonte par conséquent au VIIe siècle ; on ne lui trouve hélas pas de postérité. Le comté reste cependant toujours aux mains de robertiens :
1. Raoul de Gouy (mort en 926),
2. Roger II (mort en 942), son frère utérin
3. Raoul II.

À partir de 980, le Comte Hugues Ierd'Ostrevent s'empare de Ribemont, éliminant du coup une famille très ancienne qui en disposait, parmi lesquels on trouve quelqu'un du nom de Bernier. Melleville le rapporte dans son Dictionnaire historique du département de l’Aisne.
L'épisode de l'incendie du monastère d'Origny-Sainte-Benoite - alors appelé Grigny - s'avère également vérifié. Il est cité dans l'ouvrage de Jean Verdon Les femmes de l'An Mille, édition Perrin, mais pour d'autres raisons peu avouables (luxure de certaines religieuses, dont la mère du vaincu, le même Bernier).
Hugues Ier d'Ostrevent, comte d'Ostrevent arrive juste ensuite ; par contre, ce qui s'avère vérifié, est sa postérité, précisément son petit-fils, Anselme II Comte d’Ostrevent, Seigneur de Ribemont.
Hugues d'Ostrevent tient alors pour son propre compte le comté d'Ostrevent, et, pour le compte d'Hugues le grand Comte de Vermandois, la ville de Saint-Quentin, sa capitale.

### Les comtes de Vermandois
Partis à la première croisade avec Godefroid de Bouillon, on retrouve bien Anselme II d'Ostrevant et son voisin Hugues le grand comte de Vermandois ; ils sont alors, et depuis longtemps, particulièrement en bons termes ; cela s'explique enfin parfaitement : le comte de Vermandois est en effet capétien de père et carolingien de mère ; Hugues Ier dit le Grand est Comte de Valois, seigneur de Chaumont-en-Vexin, et surtout est le frère cadet du capétien Philippe Ier, roi de France.
Très souvent dans ses terres de Valois, Hugues de Vermandois se tient ainsi au plus près des affaires de son frère, Roi de France. Il épouse Adélaïde (Adèle, Alix ou Aelis), fille d’Herbert IV de Vermandois de la première race (carolingienne), Hugues le Grand comte de Valois, devient dès lors et de façon très légitime, Comte de Vermandois et fondateur d'une lignée capétienne des Comtes de Vermandois, jusqu'alors carolingienne. Son prédécesseur est Herbert de Vermandois, père d'Adélaïde, en effet décédé depuis 1080.
Hugues le Grand, Comte de Vermandois, décède lui-même le 18 octobre 1102 après un retour très controversé en son pays ; son voisin, Anselme II d'Ostrevent, est tué lors d'un acte de grande bravoure le 26 février 1099 au siège d'Arqa, siège que son acte héroïque a d'ailleurs sauvé.
Hugues le Grand, peu après son retour en Palestine, est décédé au cours de la seconde croisade, de très graves blessures reçues au combat, cette fois de façon particulièrement brave et incontestée.

### Les descendants des comtes d'Ostrevant
Si on ne trouve plus alors de comte d'Ostrevant du nom de Raoul, l'histoire toutefois encore confirme bien que dans ses descendants, outre le comté d'Ostrevent qui leur a échappé (vente de leur aîné à son demi-frère Baudouin IV de Hainaut dit l'édifieur (aussi comte de Flandres), du fait de Yolande de Gueldre, mère commune) sont toujours du Xe au XIIIe siècle, seigneurs de Bouchain, Denain et Valenciennes, et ont toujours leurs terres principalement sises à Cambrai et dans le Cambrésis.
Plus curieux, on connaît aussi aux descendants d'Ostrevant une union avec une Dame de Gouy (sans rien présumer pour autant à ce sujet précis, car il existe plusieurs villes du même nom) mais c'est aussi l'époque de la chanson de Raoul de Cambrai.
Très curieusement enfin, les Comtes de Vermandois qui suivent après, fils et petit-fils du capétien Hugues de Vermandois dit le Grand, portent désormais un prénom qui nous intéresse ici : respectivement Raoul Ier de Vermandois et Raoul II de Vermandois. Ce dernier, mourant prématurément, sa succession passe à sa sœur aînée puis à l'époux de celle-ci (qui est comte de Flandres), jusqu'à ce que le roi oblige ce dernier à restituer les droits du Comté de Vermandois à la sœur cadette de sa défunte épouse.

## Pour approfondir